# Bablena László
Bablena László (Salgótarján, 1929. április 21. – Salgótarján, 2001. február) labdarúgó, csatár.

## Pályafutása
Tizenhat évesen a Salgótarjáni Tűzhelygyár csapatában kezdte a labdarúgást. 1948 és 1962 között a Salgótarjáni BTC labdarúgója volt. Az élvonalban összesen 253 mérkőzésen lépett pályára és 34 gólt szerzett. Tagja volt az 1958-as magyar kupa-döntős csapatnak. Pályafutását a Salgótarjáni Kohász csapatában fejezte.

## Sikerei, díjai
- Magyar kupa (MNK)
  - döntős: 1958[3]

## Mérkőzései a válogatottban
- 1952. május 25., Szófia: Bukgária B – Magyarország B 3–2
- 1954. február 7., Berlin: NDK utánpótlás – Magyarország utánpótlás 0 – 0